# ホテル・ロアノーク
ホテル・ロアノーク (英: Hotel Roanoke) は、アメリカ合衆国のバージニア州ロアノーク近郊のゲインズボロにある高級ホテル。アメリカ合衆国国定歴史建造物に指定されている。1882年に建設されて以来しばしば修繕されている。現在バージニア工科大学により所有され、ダブルツリーホテルが経営している。

## 歴史
1882年ロアノークに管理事務所があったノーフォーク・アンド・ウェスタン鉄道（現在のノーフォーク・サザン鉄道）により建設され1000人以上の鉄道員を雇用した。1882年クリスマスに公式にオープンした。1898年7月、キッチンで火事が発生し数カ月の間ホテルを閉鎖することとなった。1899年1月、数箇所の増設を加え再開した。
1938年、チューダー式を取り入れ大幅に改築され、1947年、1955年とウイングが追加された。
1989年、ノーフォーク・サザン鉄道はバージニア工科大学(バージニア・テック)にホテル・ロアノークを譲渡した。11月30日の閉館式の後、ホテルは閉鎖された。譲渡は17日間続いた。
1992年、ロアノーク・リニュー・キャンペーンはます再開に十分な資金集めを開始した。バージニア工科大学は1992年12月31日に最終期限を決定した。秋の終盤、100万ドルほど不足していた。しかしクリスマス基金パーティーが成功し、500万6000ドルを得る。ノーフォーク・サザン鉄道はホテルの価値の約30倍の200万ドルを寄付した。1995年、再開し現在も営業している。
1995年、ロアノークホテルに隣接したカンファレンス・センターがオープンした。ノーフォーク・サザン鉄道の鉄道の線路上を通るホテル及びカンファレンス・センターとワコビア・タワーの近くのロアノーク中心部をつなぐ歩道橋も建設された。
鉄道駅はホテルから通りの向かいに建設された。2004年、それはロアノーク・バレー・ビジターズ・アンド・コンベンション・ビューロー及びO・ウィンストン・リンク写真博物館に変更された。
ホテル・ロアノーク・アンド・カンファレンス・センターは、ヒルトン・ホテルの一部であるダブルツリーより管理され、イン・アット・バージニア・テックとスケルトン・カンファレンス・センターで共同経営されている。

## 著名な顧客
多くの会議を主催する上、以下のような著名な来客もあった。
- ドワイト・D・アイゼンハワー
- リチャード・ニクソン
- ジェラルド・R・フォード
- ジミー・カーター
- ロナルド・レーガン
- ジョージ・H・W・ブッシュ
- ダグラス・マッカーサー
- マヘリア・ジャクソン
- エアロスミス
- スピロ・アグニュー
- ディック・チェイニー
- ヒラリー・ダフ
- ジェリー・サインフェルド
- リック・フレアー

## トリビア
- 1940年、コック長のフレッド・ブラウンが考案したデザインのピーナッツ・スープ皿が有名であり、現在も使用されている。
- アメリカ合衆国でエアコンを有する最初のホテルであった。
- 1954年以降、ミス・バージニア・ページェントを主催している。
- 1960年代には牛の競売がダンスホールで行われ、清掃後数時間後にはロアノーク・シンフォニー・ボールとして使用された。
- マヘリア・ジャクソンはこのホテルで初のアフリカ系アメリカ人利用者であった。